# Groupe des utilisateurs de l'ERTMS
Le groupe des utilisateurs de l'ERTMS est une association de six entreprises ferroviaires européennes dont l'objectif est de développer en commun et d'amener le système ERTMS à la maturité pratique.    
Les trois réseaux fondateurs, les chemins de fer allemands, français et italiens, se sont associés dès 1995 au sein du groupe des utilisateurs de l'ERTMS pour réaliser en commun des installations pilotes. Celles-ci concernent des lignes ou sections de lignes telles que Berlin-Jüterbog - Halle - Leipzig, une relation TGV, une ligne de la banlieue de Paris (Tournan - Marles-en-Brie) ainsi qu'une section de ligne à grande vitesse Florence-Arezzo. Ces lignes n'ont fait l'objet pour le moment que de circulations à titre expérimental d'engins moteurs équipés pour l'ETCS. L'expérimentation sur la ligne pilote italienne (ETCS niveau 2) a fait l'objet d'une conférence internationale fin mars 2001.    
La section de ligne Jüterbog-Halle-Leipzig (ETCS niveau 2) a été ouverte le 5 décembre 2005 au service commercial.    
Par la suite, d'autres exploitants ferroviaires se sont associés au groupe initial : les Nederlandse Spoorwegen (NS), la Renfe et pour la Grande-Bretagne, Network Rail.    
Le groupe des utilisateurs de l'ERTMS n'est pas lié avec l'Unisig, groupe de travail constitué autour de l'ETCS par les principaux industriels spécialistes de la signalisation ferroviaire .      